# Sous-préfecture de Pinheiros
 (août 2022).
La mise en forme du texte ne suit pas les recommandations de Wikipédia : il faut le « wikifier ».
Les points d'amélioration suivants sont les cas les plus fréquents. Le détail des points à revoir est peut-être précisé sur la page de discussion.
- Les titres sont pré-formatés par le logiciel. Ils ne sont ni en capitales, ni en gras.
- Le texte ne doit pas être écrit en capitales (les noms de famille non plus), ni en gras, ni en italique, ni en « petit »…
- Le gras n'est utilisé que pour surligner le titre de l'article dans l'introduction, une seule fois.
- L'italique est rarement utilisé : mots en langue étrangère, titres d'œuvres, noms de bateaux, etc.
- Les citations ne sont pas en italique mais en corps de texte normal. Elles sont entourées par des guillemets français : « et ».
- Les listes à puces sont à éviter, des paragraphes rédigés étant largement préférés. Les tableaux sont à réserver à la présentation de données structurées (résultats, etc.).
- Les appels de note de bas de page (petits chiffres en exposant, introduits par l'outil «  Source ») sont à placer entre la fin de phrase et le point final[comme ça].
- Les liens internes (vers d'autres articles de Wikipédia) sont à choisir avec parcimonie. Créez des liens vers des articles approfondissant le sujet. Les termes génériques sans rapport avec le sujet sont à éviter, ainsi que les répétitions de liens vers un même terme.
- Les liens externes sont à placer uniquement dans une section « Liens externes », à la fin de l'article. Ces liens sont à choisir avec parcimonie suivant les règles définies. Si un lien sert de source à l'article, son insertion dans le texte est à faire par les notes de bas de page.
- La présentation des références doit suivre les conventions bibliographiques. Il est recommandé d'utiliser les modèles {{Ouvrage}}, {{Chapitre}}, {{Article}}, {{Lien web}} et/ou {{Bibliographie}}. Le mode d'édition visuel peut mettre en forme automatiquement les références.
- Insérer une infobox (cadre d'informations à droite) n'est pas obligatoire pour parachever la mise en page.

Pour une aide détaillée, merci de consulter Aide:Wikification.
Si vous pensez que ces points ont été résolus, vous pouvez retirer ce bandeau et améliorer la mise en forme d'un autre article.

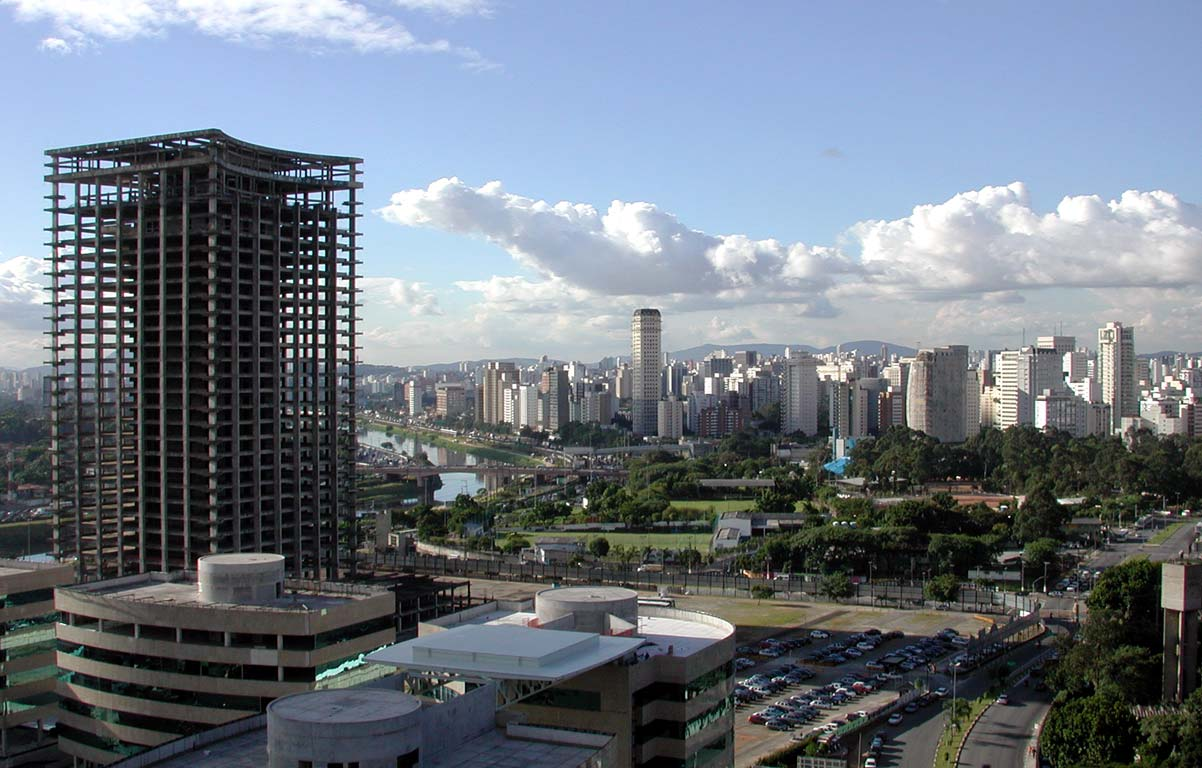
Vue de la sous-préfecture à partir de la Vila Olimpia, São Paulo.

La sous-préfecture de Pinheiros est l'une des 32 sous-préfectures de la municipalité de São Paulo. Selon la loi municipale no 11.220/92, elle est composée de quatre districts : Pinheiros ; Alto de Pinheiros ; Itaim Bibi et Jardim Paulista, qui représentent ensemble une superficie de 32,11 km2 et habités par plus de 257 000 personnes. Il est situé dans la partie centrale de la ville de São Paulo entre les sous-préfectures de Sé, Vila Mariana, Santo Amaro et Lapa.
Sa zone est limitée par la rivière Pinheiros, Av. Queirós Filho, Rua Cerro Corá, R. Heitor Penteado, Av. Dr Arnaldo, Av. Paulista, Av. Brig. Luis Antonio, Av. Santo Amaro, Av. Roque Petroni Júnior, jusqu'à atteindre à nouveau la rivière Pinheiros.

## Historique
L'actuelle sous-préfecture de Pinheiros a été créée en 1965 par le maire José Vicente de Faria Lima en tant qu'Administration régionale. Elle fait partie des 7 (sept) premières Administrations Régionales (AR) mises en place au moment de sa création : Sé, Vila Mariana, Pinheiros, Lapa, Santana, Penha et Mooca. En plus de ces sept AR, il y avait aussi la sous-préfecture de Santo Amaro, créée avec l'incorporation en 1936 de Santo Amaro à la municipalité de São Paulo.
En 1986, sous l'administration du maire Jânio Quadros, l'ancienne administration régionale de Pinheiros a fusionné avec les administrations régionales de Sé et Lapa pour former la sous-préfecture de Sé, comme le prévoit la loi municipale no 10.089/1986.

### Sous-préfets
- Marcio Dias Pinto : 1966 [5]
- Paulo Alves Mota : 1970 [6]
- Rubens Macedo : 1978 [7]
- Cid Barbosa Lima Junior : 1989?-1990 [8],[9]
- Roland Shalders : 1993 [10]
- Eduardo Basilio : 1997
- Mario Bertolucci Neto : ?[11]
- Oswaldo Shigueyuki Kawanami : décembre 1998 [12]
- Cyrius Lotti : décembre 1998 - ?[12]
- Maurício Marcos Monteiro: février 1999 - juin 2000 [13]
- Marcos Roberto dos Santos : juin 2000 - décembre 2000 [14]
- Beatriz Pardi : janvier 2001 - 2004 [15]
- Antonio Marsiglia Neto : 2005 [16] - avril 2006 [17]
- Dorivaldo Andrade Ribeiro : avril 2006 [17] - mai 2006
- Nilton Elias Nachle : mai 2006 [18] - janvier 2009
- Nevoral Alves Bucheroni: janvier 2009 - octobre 2009
- Rubens Paixão : 2009 - 2012
- Angelo Salvador Filardo Junior : 2013 - mars 2015 [19]
- Harmi Tahiya : mars 2015 [19] - décembre 2016 [20]
- Paulo Mathias: janvier 2017 - 2018 [21]
- Juliana Natrielli Medeiros Ribeiro dos Santos : 2018
- João Vestim Grande: 2019 - 2020
- Paulo Mathias : 2020
- Acácio Miranda da Silva Filho: 2020 - 2021
- Richard Haddad Junior: mars 2021 - Présent

## Sous-préfecture de Pinheiros

### Pinheiros
Superficie : 8,00 km2
Population : 65 364 hab (2010)
Densité démographique (Hab/km²) : 8 171
Principaux quartiers :Jardim das Bandeiras, Jardim Europa, Jardim Paulistano, Jardins, Pinheiros, Sumarezinho, Vila Madalena.
Le district de Pinheiros est né dans un village indigène situé sur la rive droite de la rivière Pinheiros. Le quartier a été fondé en 1560 et jusqu'au milieu des années 1850, il a continué comme un village indien. À partir de ce moment, il accueille différents villages, tous consacrés à l'agriculture.
Au début du XXe siècle, l'extension de la ligne de tramway jusqu'au Largo de Pinheiros, depuis l'alors Avenida Municipal, a permis un plus grand développement de la région. En 1907, l'actuel marché municipal de Pinheiros a été inauguré, centre de réception et de vente de produits agricoles, consacrant la région comme centre de commerce de gros.
Dans les années 1930, en raison de l'industrialisation croissante de la municipalité de São Paulo et de la nouvelle importance économique que la municipalité acquérait, la partie la plus centrale de Pinheiros devint plus urbaine, bénéficiant des premiers services publics, en plus des tramways. Ce processus a commencé en 1915, lorsque le premier service d'éclairage public a été installé, une partie du quartier a commencé à avoir l'eau courante et certaines rues ont commencé à être pavées de pavés. Dans les années 1940, Pinheiros était densément construit et en 1943, avec la canalisation de la rivière Pinheiros, il a permis l'ajout de nouvelles zones.

### Alto de Pinheiros
Superficie : 7,70 km2
Population : 43 117 hab (2010)
Densité démographique (Hab/km²) : 5 600
Principaux quartiers : Alto de Pinheiros, Boaçava, Jardim California, Jardim Lígia, Vila Beatriz, Vila Madalena, Vila Ida.
À partir du moment où la loi du marquis de Pombal de 1770 expulsa les jésuites de la région, les terres furent mises aux enchères et donnèrent naissance à de nouvelles fermes et fermes. Ceux-ci ont été acquis par la Companhia City en 1913, une société d'aménagement et de lotissement de quartiers.
Alto de Pinheiros est apparu comme un quartier planifié, avec sa subdivision commencée en 1925 et basée sur les principes des quartiers anglais, avec un large réseau routier et de nombreuses zones ouvertes.

### Itaim Bibi
Superficie : 9,90 km2
Population : 92 570 hab (2010)
Densité démographique (Hab/km²) : 9 351
Principaux quartiers : Brooklin, Brooklin Novo, Chácara Itaim, Cidade Monções, Itaim, Itaim Bibi, Jardim das Acácias, Vila Cordeiro, Vila Funchal, Vila Olímpia.
À la fin du XIXe siècle, la région était une ferme de 120 hectares appartenant au général José Vieira Couto de Magalhães. En 1907, il a été acheté par son frère. Et en 1916, en raison du décès du récent acquéreur, la propriété fut divisée entre ses héritiers, avec cela les premiers lotissements apparurent, ceux qui furent vendus à des immigrants européens d'autres quartiers qui cherchaient des terres moins chères. Et dans les années 1920 et 1930, un quartier de type populaire commence sa formation, Itaim Bibi, entre Vila Nova Conceição et Jardim Europa, est rapidement occupé par une population modeste ou de classe moyenne.
Pour différencier le nouveau quartier de l'ancien Itaim Paulista, les habitants ont commencé à se référer à la zone comme les "terrenos do Bibi" ("terrains du Bibi"), surnom de l'ancien propriétaire, et c'est ainsi que le nom de la région prometteuse apparaît.

### Jardim Paulista
Superficie : 6,10 km2
Population : 88 692 hab (2010)
Densité démographique (Hab/km²) : 14 540
Jardim Paulista fait partie de l'ensemble des « quartiers jardins » attribués par Companhia City, tout comme les quartiers : Cidade Jardim, Jardim América, Jardim Europa et Jardim Paulistano. Le tout exclusivement résidentiel et de classe supérieure.